# Molophilus (Molophilus) subuliferus
Molophilus (Molophilus) subuliferus is een tweevleugelige uit de familie steltmuggen (Limoniidae). De soort komt voor in het Australaziatisch gebied.